# Église Saint-Pierre-des-Martyrs de Genac
L'église Saint-Pierre-des-Martyrs est une église catholique située à Genac, en France.

## Localisation
L'église est située dans le département français de la Charente, sur la commune de Genac.

## Historique
L'édifice est classé au titre des monuments historiques en 1980.

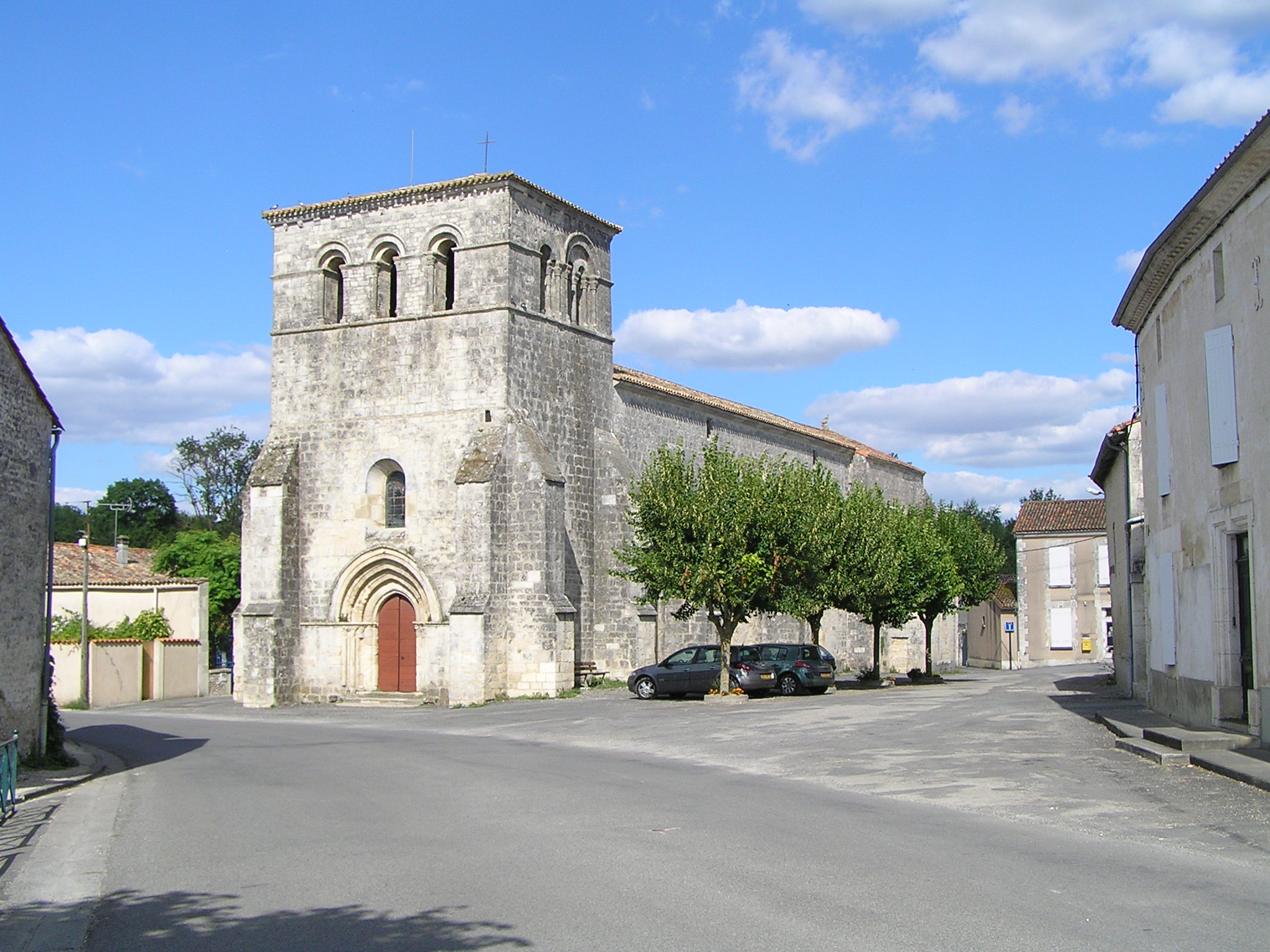
Vue principale
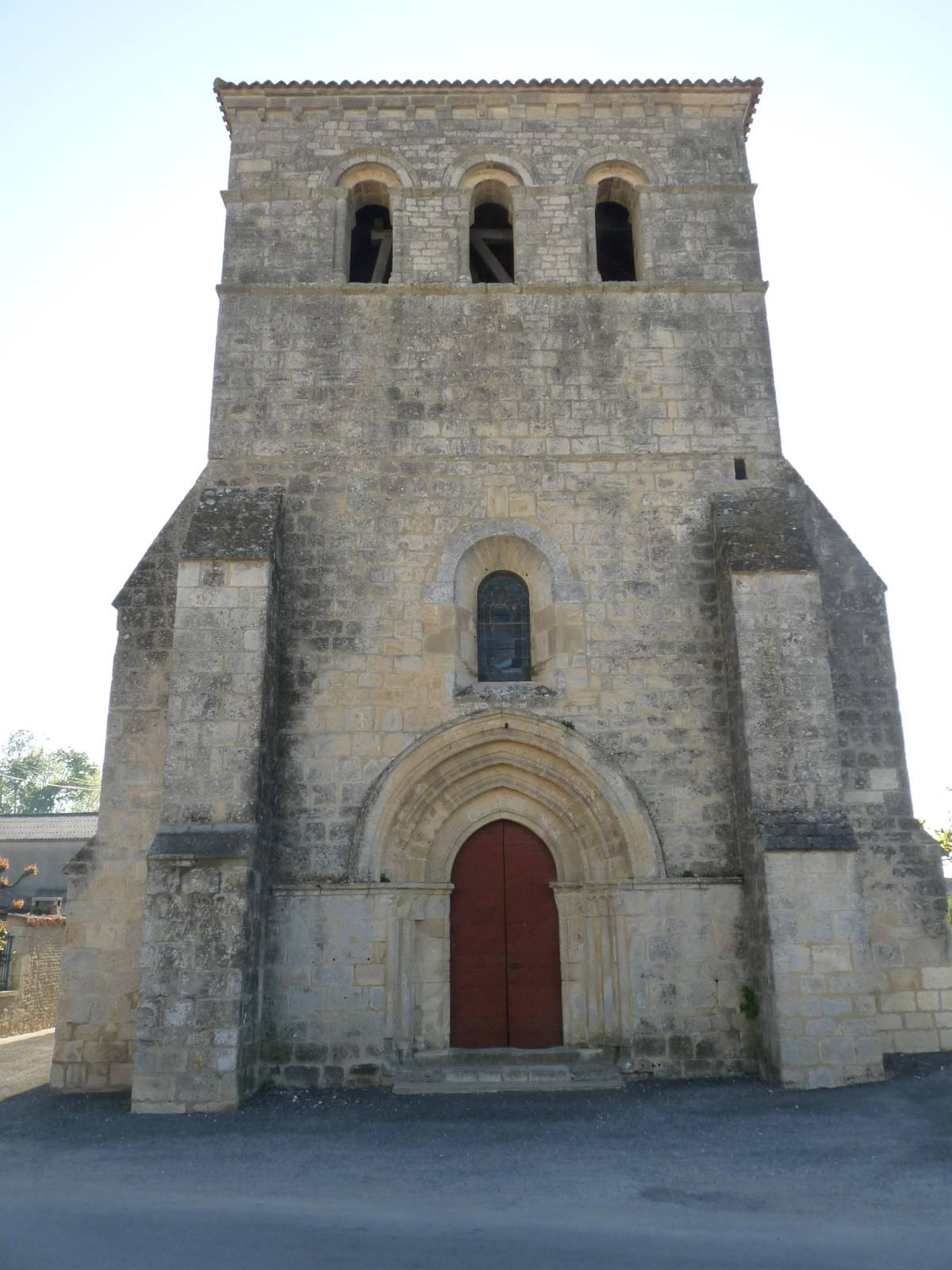
La façade
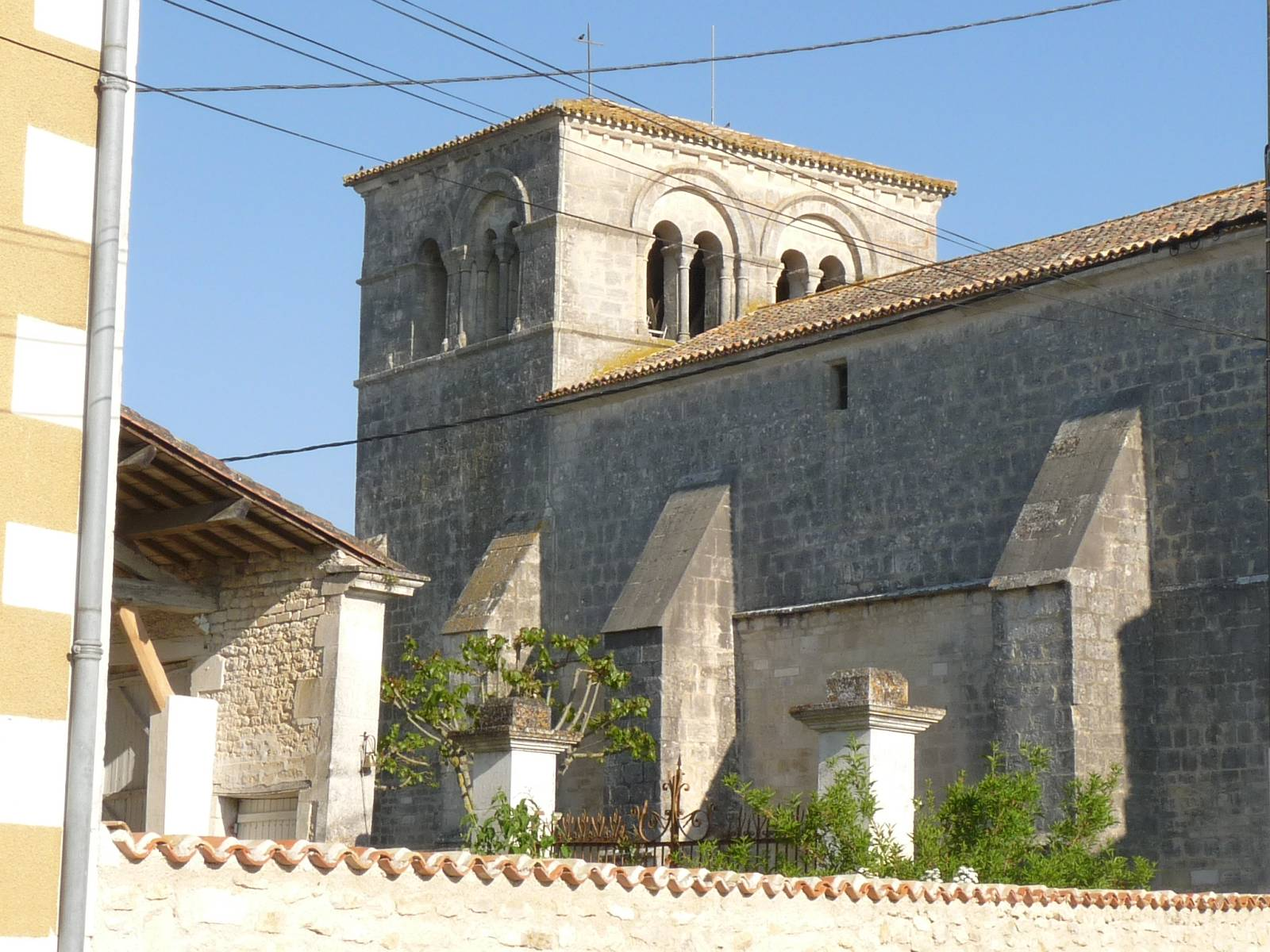
Vue latérale
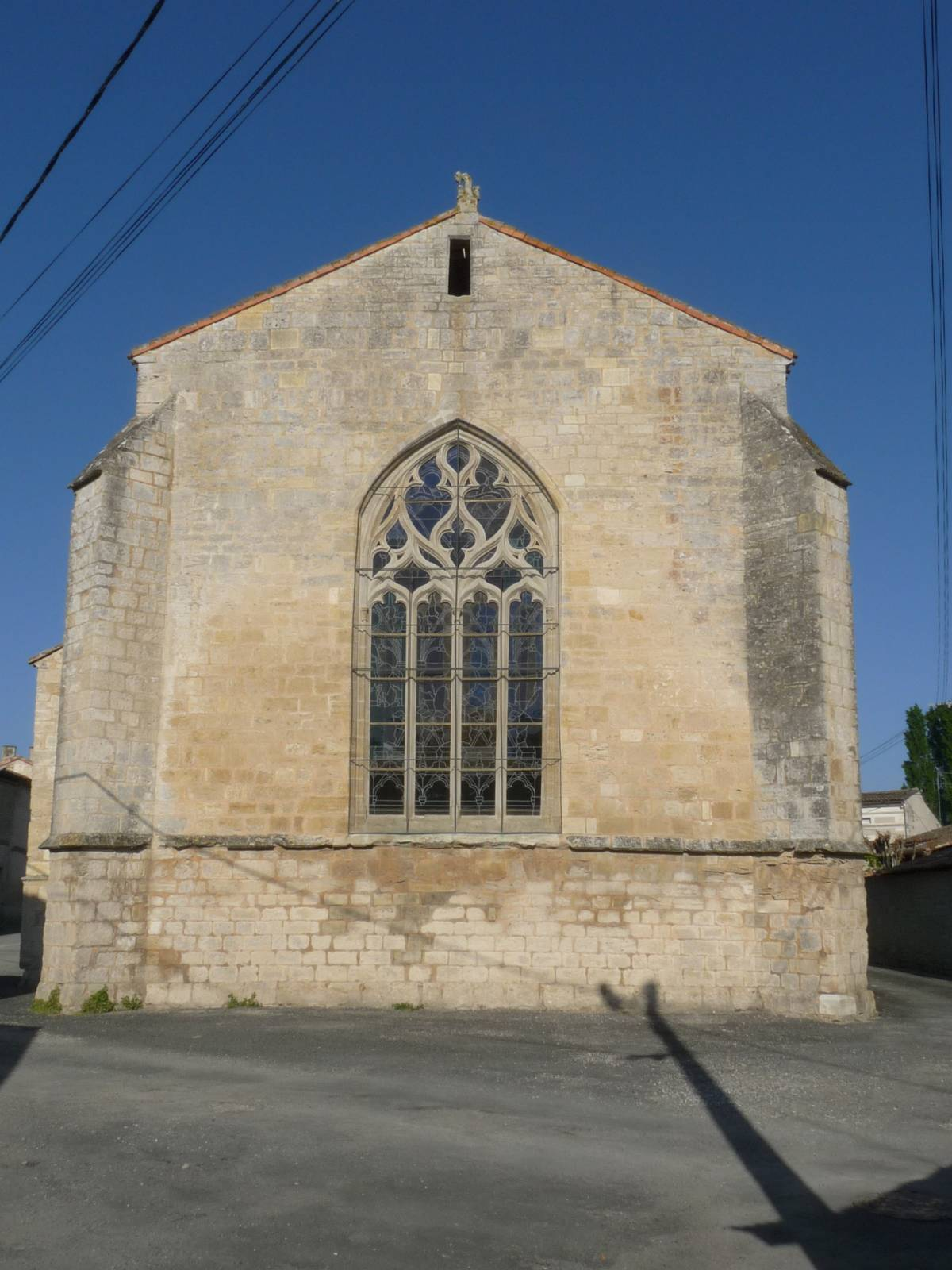
L'arrière
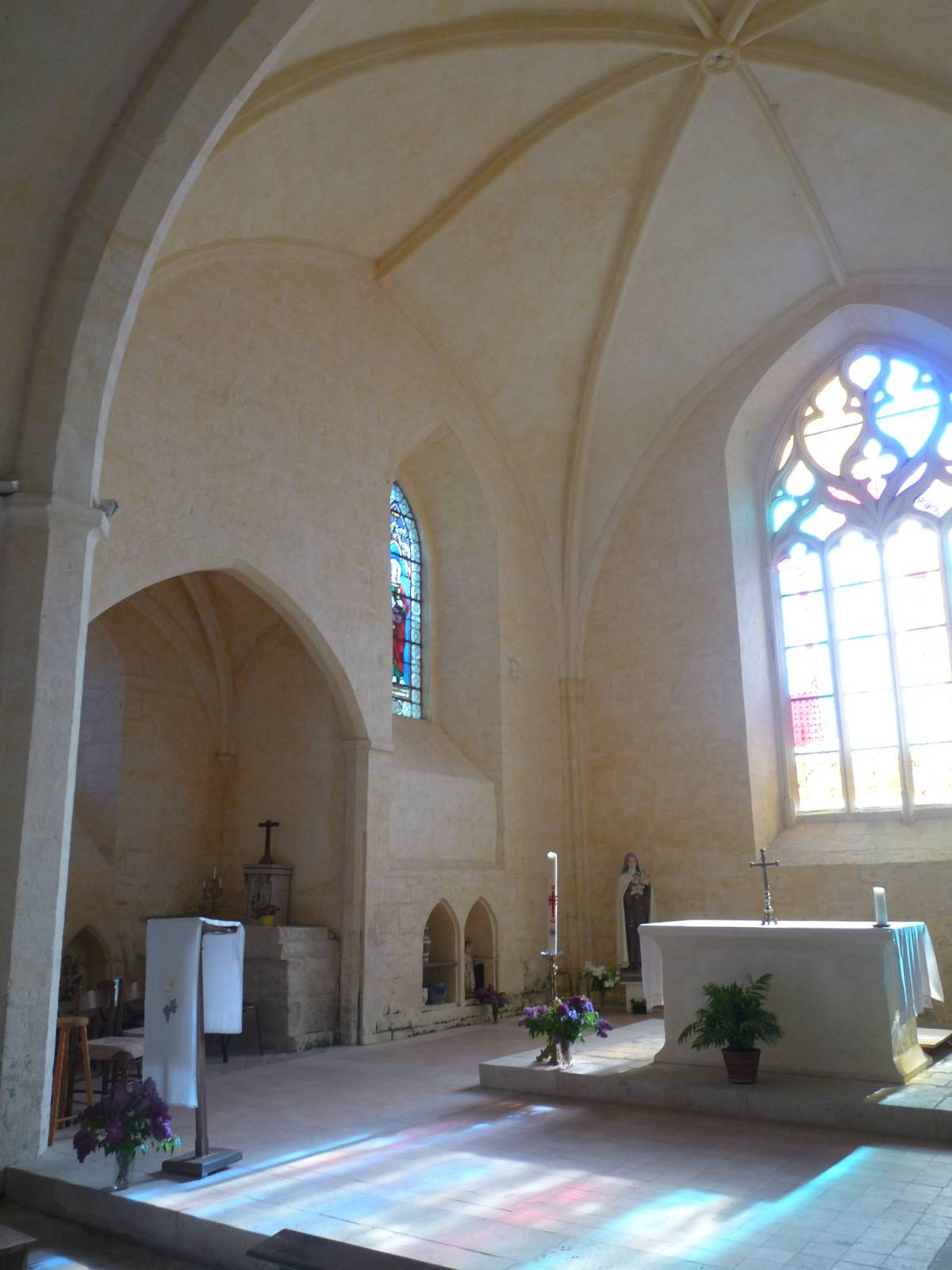
Le chœur
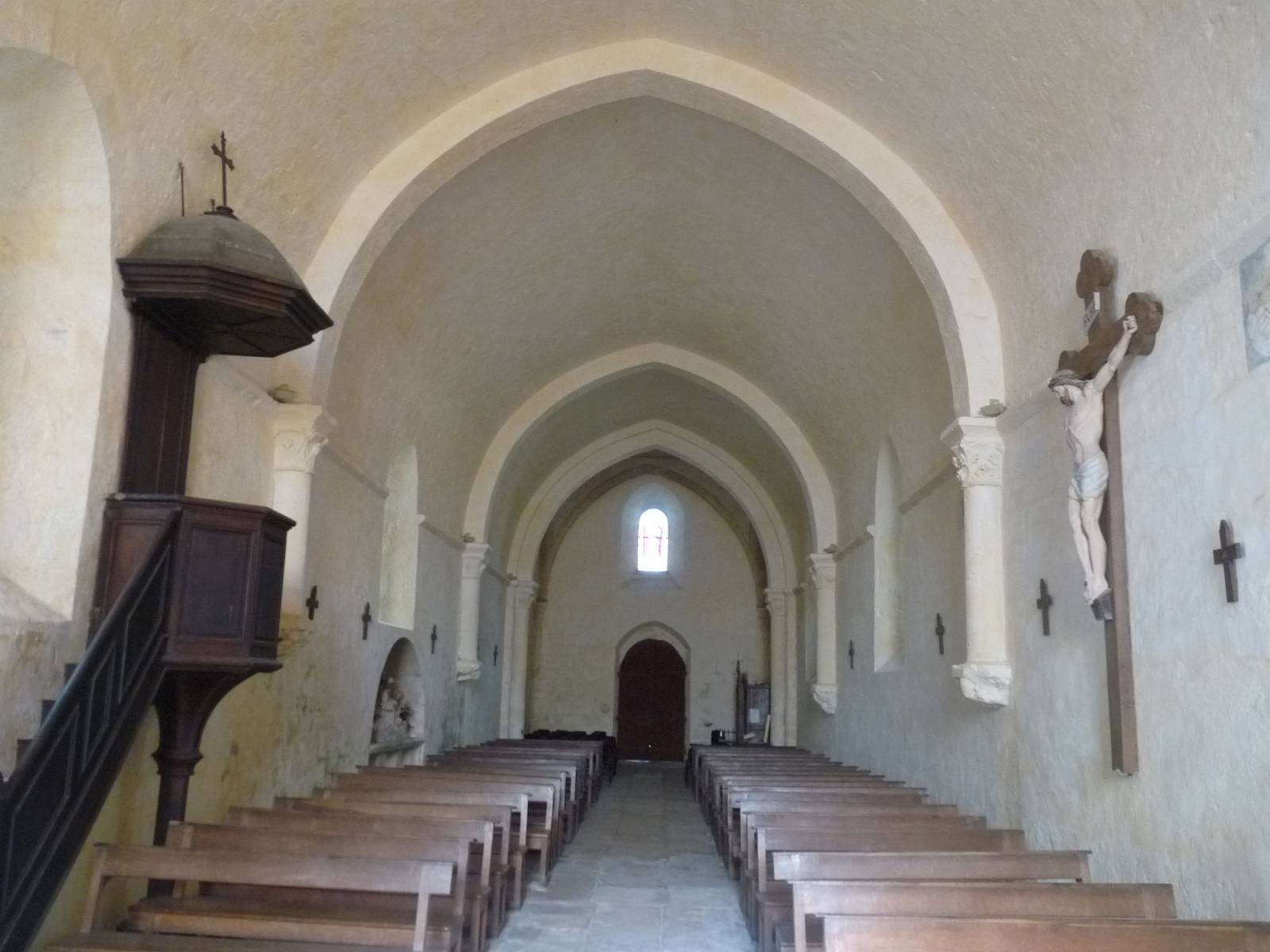
La nef
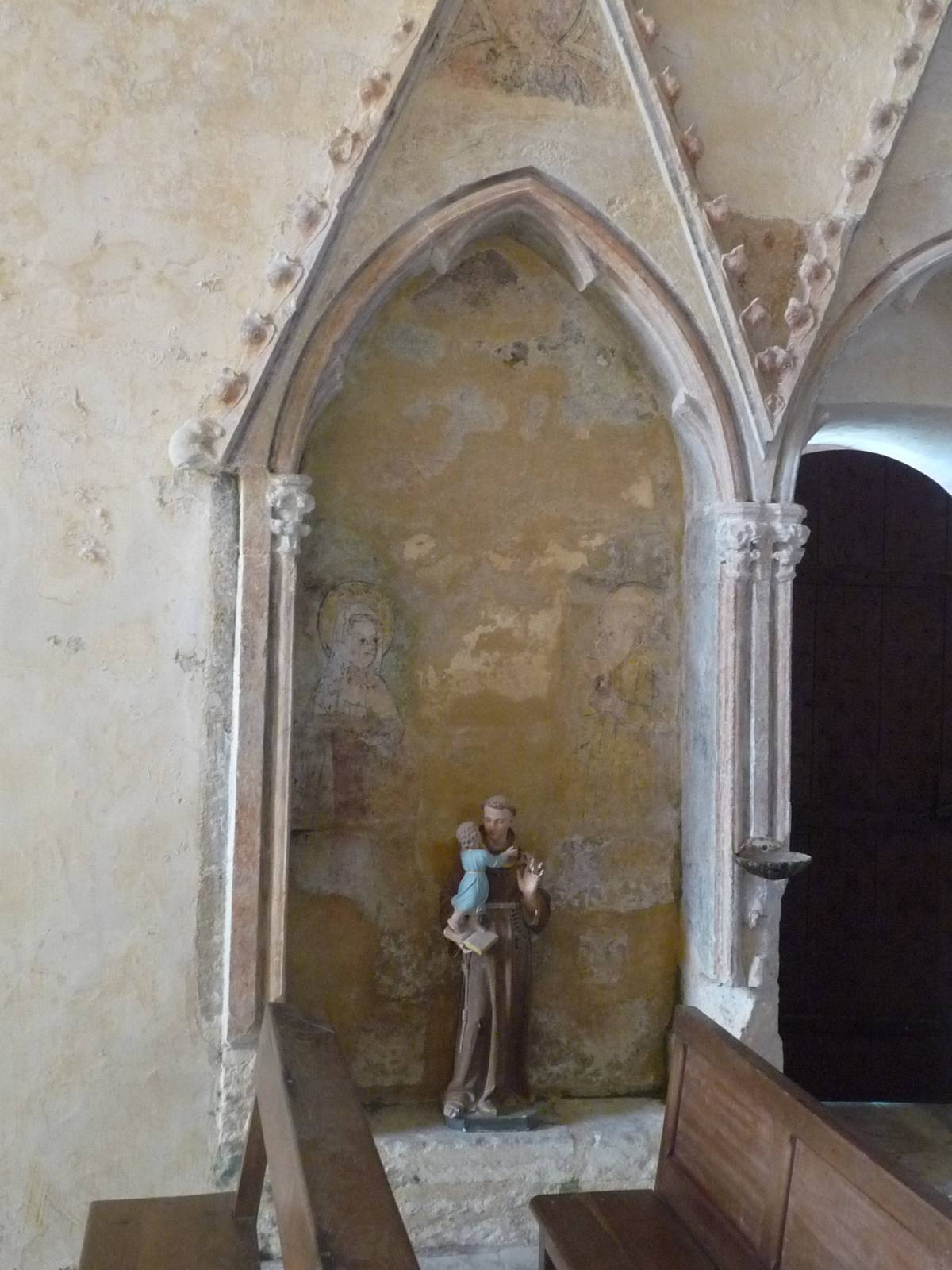
Statuette et trace de peintures anciennes
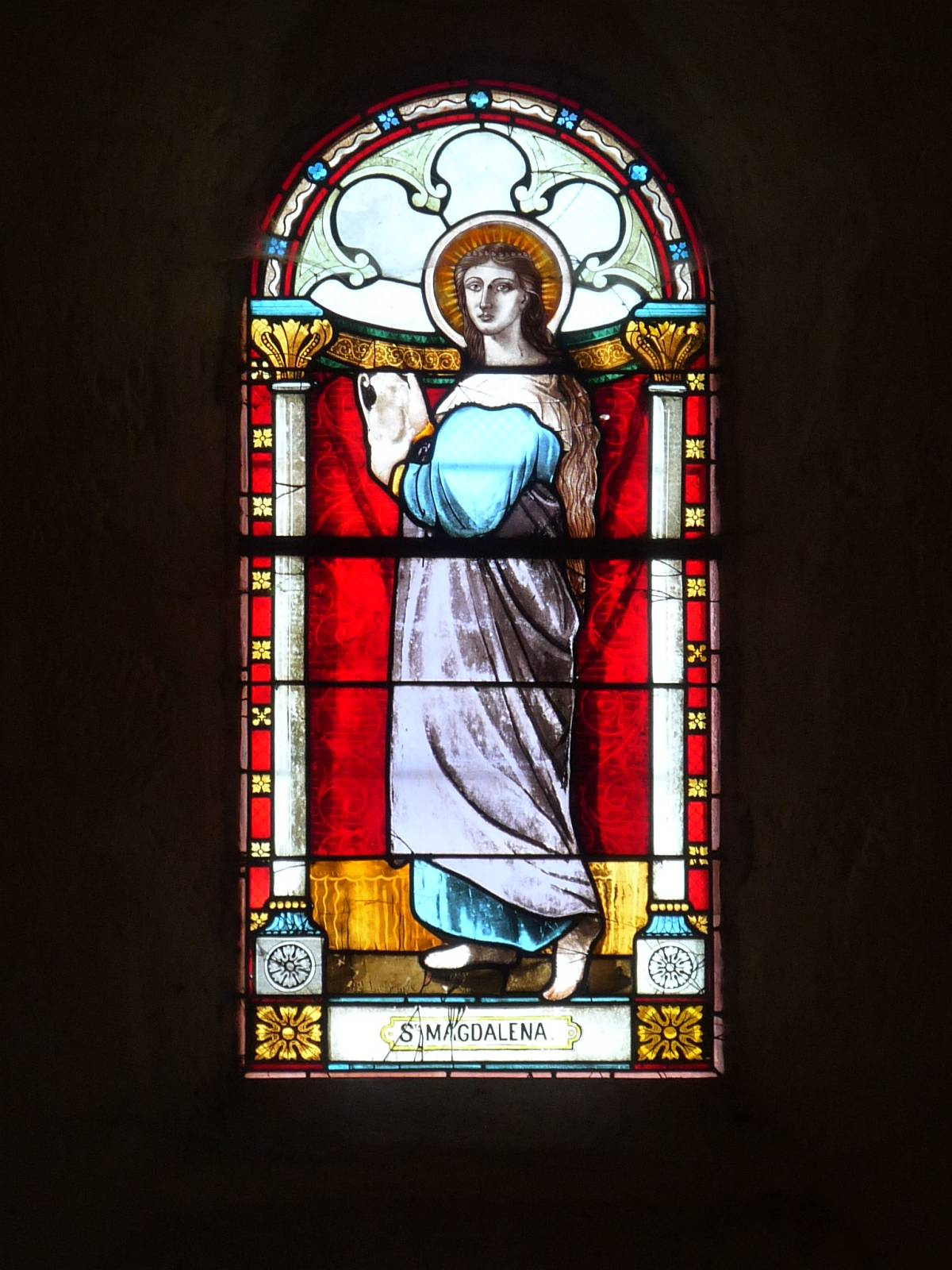
Vitrail de sainte Madeleine